# Wendilgarda sinensis
Espèce
Wendilgarda sinensis est une espèce d'araignées aranéomorphes de la famille des Theridiosomatidae.

## Distribution
Cette espèce est endémique de Hainan en Chine,.

## Étymologie
Son nom d'espèce, composé de sin[a] et du suffixe latin -ensis, « qui vit dans, qui habite », lui a été donné en référence au lieu de sa découverte, la Chine.

## Publication originale
- Zhu & Wang, 1992 : The spider family Theridiosomatidae first found in China, and with discription of a new species (Araneae). Acta Arachnologica Sinica, vol. 1, no 1, p. 14-16.